# Diego de Nicuesa
Diego de Nicuesa (Baeza, 9 juni 1464 - Atlantische Oceaan, 1511) was een Spaanse conquistador, afkomstig uit het Spaanse Baeza.
Op 9 juni 1508 werd hij aangesteld als gouverneur van Veragua, een gebied dat zich uitstrekte vanaf de Caribische kust van het huidige Nicaragua tot aan de kust van het huidige Panama. Op weg daarheen kwam hij aan land aan de kust van Panama. Het was zijn bedoeling over land verder naar het huidige Costa Rica te reizen, maar hij stuitte op hevig verzet van de lokale bevolking. De helft van zijn troepen werd gedood, enerzijds door gevechten met de plaatselijke bevolking, anderzijds door tropische ziekten. Uiteindelijke staakte De Nicuesa zijn pogingen om Costa Rica te bereiken.
Omstreeks 1509 werd De Nicuesa gouverneur van Castilla del Oro, een van de eerste Spaanse vestigingen in Panama. In 1510 stichtte hij Nombre de Dios: de eerste Spaanse vestiging op de landengte van Panama. Hij werd daardoor een belangrijke rivaal van Vasco Núñez de Balboa, die vreesde dat De Nicuesa alle eer ten deel zou vallen die gepaard zou gaan met het openleggen van een route door de landengte van Panama. Bovendien was De Nicuesa ook wat te arrogant naar de zin van De Balboa. In 1511 werd De Nicuesa verslagen door zijn landgenoten. Zijn executie bestond eruit dat hij met een deel van zijn gevolg gedwongen werd in een pieremachochel terug naar Spanje te varen. Het barkje leed al snel schipbreuk, en geen van de opvarenden overleefde het.